# Colfax (New Mexico)
Colfax is een verlaten plaats gelegen in het noorden van de Amerikaanse staat New Mexico. Colfax is ontstaan in 1869 en dankt zijn naam aan de toenmalige vicepresident van de Verenigde Staten, Schuyler Colfax. Colfax werd gepromoot door ontwikkelaars van de Rocky Mountain, St. Louis en de Pacific Railroad tegen het einde van de eeuw. Ze adverteerden dat Colfax een goed agrarisch gebied was, dicht bij de kolenexploitaties van Dawson en Cimarron.
In 1908 opende zich er een postkantoor. Het werd een communie met een school, een kerk, een hotel en een benzinestation, actief tot aan ca. 1930 maar het postkantoor sloot in 1921. De reden was dat de plaats te dicht bij de buurplaatsen Dawson en Cimarron lag om zijn eigen identiteit te behouden.
Uiteindelijk stortten alle gebouwen in en heden zijn er nog enkele muren en enkele treinwagons in het gebied die nog de sporen van weleer nalaten. 
Het oude schoolgebouw ligt tevens plat.

## Landschap
De omgeving van Colfax is weids met verre uitzichten, omgeven door wijde  graslanden en enkel struikgewas met in de verte heuvels en bergen, een typisch aanzicht van de staat New Mexico.